# Cornufer opisthodon
Cornufer opisthodon é uma espécie de anfíbio da família Ceratobatrachidae.
Pode ser encontrada nos seguintes países: Papua-Nova Guiné e Ilhas Salomão.
Os seus habitats naturais são: florestas subtropicais ou tropicais húmidas de baixa altitude e rios.
Está ameaçada por perda de habitat.